# Western & Southern Open 2019
Western & Southern Open 2019, také známý pod názvem Cincinnati Masters 2019, byl společný tenisový turnaj mužského okruhu ATP Tour a ženského okruhu WTA Tour, hraný v areálu Lindner Family Tennis Center na otevřených dvorcích s tvrdým povrchem DecoTurf. Konal se mezi 11. až 18. srpnem 2019 v americkém městě Mason, ležícím přibližně 35 kilometrů od centra ohijského Cincinnati. Událost probíhala jako 118. ročník mužského a 91. ročník ženského turnaje.
Mužská polovina byla po grandslamu a Turnaji mistrů zařazena do třetí nejvyšší kategorie okruhu ATP Masters 1000, s dotací 6 735 690 amerických dolarů. Ženská část s rozpočtem 2 944 486 dolarů patřila do kategorie WTA Premier 5. Turnaj představoval součást severoamerické US Open Series 2019 v jejím čtvrtém týdnu.
Nejvýše nasazenými hráči v soutěžích dvouher se stali, mezi muži srbská světová jednička Novak Djoković a v ženské části druhá hráčka žebříčku Ashleigh Bartyová z Austrálie. Jako poslední přímí účastníci do dvouher nastoupili 49. hráč pořadí Bulhar Grigor Dimitrov a 47. žena klasifikace Viktória Kužmová ze Slovenska.
Pátý singlový titul na okruhu ATP Tour a první v sérii Masters vyhrál 23letý Rus Daniil Medveděv, jenž se třetím finále v řadě poprvé posunul do elitní světové pětky, na 5. příčku. Pátou singlovou trofej z okruhu WTA Tour, a první z kategorie Premier 5, získala 24letá Američanka Madison Keysová, která se vrátila do čelní světové desítky na 10. místo.
Premiérový společný titul z mužské čtyřhry na túře ATP si odvezl chorvatsko-slovenský pár Ivan Dodig a Filip Polášek. Debutovou společnou trofej v ženském deblu WTA vybojovala česko-slovinská dvojice Lucie Hradecká a Andreja Klepačová. Hradecká tím na Cincinnati Masters obhájila titul a připsala si třetí triumf z turnaje.

## Rozdělení bodů a finančních odměn

### Rozdělení bodů
| Soutěž       | vítězové | finalisté | semifinalisté | čtvrtfinalisté | 16 v kole | 32 v kole | 64 v kole | Q  | Q2 | Q1 |
| ------------ | -------- | --------- | ------------- | -------------- | --------- | --------- | --------- | -- | -- | -- |
| dvouhra mužů | 1000     | 600       | 360           | 180            | 90        | 45        | 10        | 25 | 16 | 0  |
| čtyřhra mužů | 1000     | 600       | 360           | 180            | 90        | 0         | —         | —  | —  | —  |
| dvouhra žen  | 900      | 585       | 350           | 190            | 105       | 60        | 1         | 30 | 20 | 1  |
| čtyřhra žen  | 900      | 585       | 350           | 190            | 105       | 5         | —         | —  | —  | —  |

### Finanční odměny
| Soutěž       | vítězové   | finalisté | semifinalisté | čtvrtfinalisté | 16 v kole | 32 v kole | 64 v kole | Q2     | Q1     |
| ------------ | ---------- | --------- | ------------- | -------------- | --------- | --------- | --------- | ------ | ------ |
| dvouhra mužů | $1 088 450 | $533 690  | $268 600      | $136 580       | $70 925   | $37 395   | $20 190   | $4 650 | $2 370 |
| dvouhra žen  | $544 500   | $269 576  | $133 850      | $62 660        | $30 330   | $15 600   | $8 300    | $5 100 | $3 090 |
| čtyřhra mužů | $337 070   | $165 020  | $82 770       | $42 480        | $21 960   | $11 590   | —         | —      | —      |
| čtyřhra žen  | $155 980   | $78 780   | $38 880       | $19 630        | $9 950    | $4 920    | —         | —      | —      |

## Dvouhra mužů

### Nasazení
| Stát                         | Hráč                  | ATP | Nasazení |
| ---------------------------- | --------------------- | --- | -------- |
| Srbsko                       | Novak Djoković        | 1.  | 1.       |
| Španělsko                    | Rafael Nadal          | 2.  | 2.       |
| Švýcarsko                    | Roger Federer         | 3.  | 3.       |
| Rakousko                     | Dominic Thiem         | 4.  | 4.       |
| Řecko                        | Stefanos Tsitsipas    | 5.  | 5.       |
| Japonsko                     | Kei Nišikori          | 6.  | 6.       |
| Německo                      | Alexander Zverev      | 7.  | 7.       |
| Rusko                        | Karen Chačanov        | 8.  | 8.       |
| Rusko                        | Daniil Medveděv       | 9.  | 9.       |
| Itálie                       | Fabio Fognini         | 11. | 10.      |
| Španělsko                    | Roberto Bautista Agut | 13. | 11.      |
| Chorvatsko                   | Borna Ćorić           | 14. | 12.      |
| USA                          | John Isner            | 15. | 13.      |
| Chorvatsko                   | Marin Čilić           | 16  | 14       |
| Gruzie                       | Nikoloz Basilašvili   | 17. | 15.      |
| Belgie                       | David Goffin          | 18. | 16.      |
| Žebříček ATP k 5. srpnu 2019 |                       |     |          |

### Jiné formy účasti
Následující hráči obdrželi divokou kartu do hlavní soutěže:
- Juan Ignacio Londero
- Andy Murray
- Reilly Opelka
- Sam Querrey

Následující hráč nastoupil do hlavní soutěže pod žebříčkovou ochranou:
- Richard Gasquet

Následující hráči postoupili z kvalifikace:
- Pablo Carreño Busta
- Ivo Karlović
- Miomir Kecmanović
- Denis Kudla
- Jošihito Nišioka
- Andrej Rubljov
- Casper Ruud

Následující hráči postoupili z kvalifikace jako tzv. šťastní poražení:
- Michail Kukuškin
- João Sousa

### Odhlášení
před zahájením turnaje
- Kevin Anderson → nahradil jej  Lorenzo Sonego
- Juan Martín del Potro → nahradil jej  Jordan Thompson
- Fabio Fognini → nahradil jej  João Sousa
- Rafael Nadal → nahradil jej  Michail Kukuškin
- Milos Raonic → nahradil jej  Grigor Dimitrov

v průběhu turnaje
- Jošihito Nišioka (onemocnění)

### Skrečování
- Fernando Verdasco

## Mužská čtyřhra

### Nasazení
| Stát                                                                                  | Hráč                  | Stát        | Hráč          | ATP | Nasazení |
| ------------------------------------------------------------------------------------- | --------------------- | ----------- | ------------- | --- | -------- |
| Kolumbie                                                                              | Juan Sebastián Cabal  | Kolumbie    | Robert Farah  | 2.  | 1.       |
| Polsko                                                                                | Łukasz Kubot          | Brazílie    | Marcelo Melo  | 9.  | 2.       |
| Jižní Afrika                                                                          | Raven Klaasen         | Nový Zéland | Michael Venus | 15. | 3.       |
| Nizozemsko                                                                            | Jean-Julien Rojer     | Rumunsko    | Horia Tecău   | 23. | 4.       |
| Francie                                                                               | Pierre-Hugues Herbert | Francie     | Nicolas Mahut | 27. | 5.       |
| Chorvatsko                                                                            | Mate Pavić            | Brazílie    | Bruno Soares  | 28. | 6.       |
| Finsko                                                                                | Henri Kontinen        | Austrálie   | John Peers    | 29. | 7.       |
| USA                                                                                   | Mike Bryan            | USA         | Bob Bryan     | 34. | 8.       |
| Žebříček ATP k 5. srpnu 2019; číslo je součtem žebříčkového postavení obou členů páru |                       |             |               |     |          |

### Jiné formy účasti
Následující páry obdržely divokou kartu do hlavní soutěže:
- Novak Djoković /  Janko Tipsarević
- Ryan Harrison /  Jack Sock
- Nicholas Monroe /  Tennys Sandgren

Následující pár nastoupil do čtyřhry z pozice náhradníka:
- Rohan Bopanna /  Denis Shapovalov
- Adrian Mannarino /  Lucas Pouille

### Odhlášení
před zahájením turnaje
- Fabio Fognini
- Dominic Thiem

## Ženská dvouhra

### Nasazení
| Stát                         | Hráčka                 | WTA | Nasazení |
| ---------------------------- | ---------------------- | --- | -------- |
| Austrálie                    | Ashleigh Bartyová      | 1.  | 1.       |
| Japonsko                     | Naomi Ósakaová         | 2.  | 2.       |
| Česko                        | Karolína Plíšková      | 3.  | 3.       |
| Rumunsko                     | Simona Halepová        | 4.  | 4.       |
| Nizozemsko                   | Kiki Bertensová        | 5.  | 5.       |
| Česko                        | Petra Kvitová          | 6.  | 6.       |
| Ukrajina                     | Elina Svitolinová      | 7.  | 7.       |
| USA                          | Sloane Stephensová     | 8.  | 8.       |
| Bělorusko                    | Aryna Sabalenková      | 9.  | 9.       |
| USA                          | Serena Williamsová     | 10. | 10.      |
| Lotyšsko                     | Anastasija Sevastovová | 11. | 11.      |
| Švýcarsko                    | Belinda Bencicová      | 12. | 12.      |
| Německo                      | Angelique Kerberová    | 13. | 13.      |
| Spojené království           | Johanna Kontaová       | 14. | 14.      |
| Čína                         | Wang Čchiang           | 16. | 15.      |
| USA                          | Madison Keysová        | 17. | 16.      |
| Žebříček WTA k 5. srpnu 2019 |                        |     |          |

### Jiné formy účasti
Následující hráčky obdržely divokou kartu do hlavní soutěže:
- Světlana Kuzněcovová
- Caty McNallyová
- Bernarda Peraová
- Alison Riskeová
- Maria Šarapovová

Následující hráčky postoupily z kvalifikace:
- Jennifer Bradyová
- Lauren Davisová
- Zarina Dijasová
- Ons Džabúrová
- Veronika Kuděrmetovová
- Rebecca Petersonová
- Astra Sharmaová
- Iga Świąteková

Následující hráčky postoupily z kvalifikace jako tzv. šťastné poražené:
- Mónica Puigová
- Barbora Strýcová

#### Odhlášení
před zahájením turnaje
- Bianca Andreescuová → nahradila ji  Mónica Puigová
- Amanda Anisimovová → nahradila ji  Barbora Strýcová
- Catherine Bellisová → nahradila ji  Venus Williamsová
- Danielle Collinsová → nahradila ji  Viktória Kužmová
- Markéta Vondroušová → nahradila ji  Jekatěrina Alexandrovová

### Skrečování
- Belinda Bencicová
- Naomi Ósakaová

## Ženská čtyřhra

### Nasazení
| Stát                                                                                    | Hráčka                 | Stát             | Hráčka             | WTA | Nasazení |
| --------------------------------------------------------------------------------------- | ---------------------- | ---------------- | ------------------ | --- | -------- |
| Čínská Tchaj-pej                                                                        | Sie Šu-wej             | Česko            | Barbora Strýcová   | 6.  | 1.       |
| Belgie                                                                                  | Elise Mertensová       | Bělorusko        | Aryna Sabalenková  | 19. | 2.       |
| Česko                                                                                   | Barbora Krejčíková     | Česko            | Kateřina Siniaková | 20. | 3.       |
| Kanada                                                                                  | Gabriela Dabrowská     | Čína             | Sü I-fan           | 20. | 4.       |
| Německo                                                                                 | Anna-Lena Grönefeldová | Nizozemsko       | Demi Schuursová    | 28. | 5.       |
| Čínská Tchaj-pej                                                                        | Čan Chao-čching        | Čínská Tchaj-pej | Latisha Chan       | 30. | 6.       |
| USA                                                                                     | Nicole Melicharová     | Česko            | Květa Peschkeová   | 37. | 7.       |
| Česko                                                                                   | Lucie Hradecká         | Slovinsko        | Andreja Klepačová  | 49. | 8.       |
| Žebříček WTA k 5. srpnu 2019; číslo je součtem žebříčkového postavení obou členek páru. |                        |                  |                    |     |          |

### Jiné formy účasti
Následující pár obdržel divokou kartu do hlavní soutěže:
- Jennifer Bradyová /  Jessica Pegulaová
- Caty McNallyová /  Alison Riskeová
- Karolína Plíšková /  Kristýna Plíšková

### Odhlášení
v průběhu turnaje
- Sie Šu-wej
- Donna Vekićová

## Přehled finále

### Mužská dvouhra
- Daniil Medveděv vs.  David Goffin, 7–6(7–3), 6–4

### Ženská dvouhra
- Madison Keysová vs.  Světlana Kuzněcovová, 7–5, 7–6(7–5)

### Mužská čtyřhra
- Ivan Dodig /  Filip Polášek vs.  Juan Sebastián Cabal /  Robert Farah, 4–6, 6–4, [10–6]

### Ženská čtyřhra
- Lucie Hradecká /  Andreja Klepačová vs.  Anna-Lena Grönefeldová /  Demi Schuursová, 6–4, 6–1